# Lotta greco-romana ai Giochi della XX Olimpiade - Pesi supermassimi
La competizione della categoria pesi supermassimi (oltre 100 kg) di lotta greco-romana dei Giochi della XX Olimpiade si è svolta dal 6 al 10 settembre 1972 al Wrestling-Judo Hall di Monaco di Baviera.

## Formato
Ad ogni incontro venivano assegnate le seguenti penalità:
| In caso di vittoria | In caso di vittoria     | In caso di pareggio | In caso di pareggio | In caso di sconfitta | In caso di sconfitta              |
| ------------------- | ----------------------- | ------------------- | ------------------- | -------------------- | --------------------------------- |
| 0                   | Per schienata, ritiro   | 2                   |                     | 3                    | Ai punti                          |
| 0,5                 | Per superiorità tecnica | 2,5                 | con passività       | 3,5                  | Per superiorità tecnica           |
| 1                   | Ai punti                | -                   | -                   | 4                    | Per schienata, ritiro, squalifica |

Con sei penalità o più il lottatore veniva eliminato. Quando rimanevano solo due o tre lottatori, si disputava un turno finale per determinare l'ordine delle medaglie.

## Risultati
| Legenda                                  | Legenda |
| ---------------------------------------- | ------- |
| Lottatore con 6 penalità o più Eliminato |         |

### 1º Turno
Si è disputato il 6 settembre
| Vincitore         | Pen. | Risultato | Sconfitto        | Pen. |
| ----------------- | ---- | --------- | ---------------- | ---- |
| Ištvan Semeredi   | 0    | Schienata | Miguel Zambrano  | 4    |
| József Csatári    | 0    | Schienata | Tomomi Tsuruta   | 4    |
| Wilfried Dietrich | 0    | Schienata | Chris Taylor     | 4    |
| Petr Kment        | 0    | Schienata | Raimo Karlsson   | 4    |
| Anatolij Roščin   | 0    | Schienata | Victor Dolipschi | 4    |
| Aleksandar Tomov  | 0    | Schienata | Edward Wojda     | 4    |

### 2º Turno
Si è disputato il 7 settembre
| Vincitore         | Pen. | Risultato | Sconfitto        | Pen. |
| ----------------- | ---- | --------- | ---------------- | ---- |
| Ištvan Semeredi   | 0    | Schienata | Tomomi Tsuruta   | 8    |
| József Csatári    | 0    | Schienata | Miguel Zambrano  | 8    |
| Chris Taylor      | 4    | Schienata | Petr Kment       | 4    |
| Wilfried Dietrich | 0    | Schienata | Raimo Karlsson   | 8    |
| Victor Dolipschi  | 4    | Schienata | Edward Wojda     | 8    |
| Anatolij Roščin   | 1    | Ai Punti  | Aleksandar Tomov | 3    |

### 3º Turno
Si è disputato il 8 settembre
| Vincitore        | Pen. | Risultato | Sconfitto         | Pen. |
| ---------------- | ---- | --------- | ----------------- | ---- |
| Ištvan Semeredi  | 4    | [ 1 ]     | József Csatári    | 4    |
| Victor Dolipschi | 4    | Schienata | Wilfried Dietrich | 4    |
| Anatolij Roščin  | 2    | Ai Punti  | Petr Kment        | 7    |
| Aleksandar Tomov | 3    | Esentato  |                   |      |
| Chris Taylor     |      | Ritirato  |                   |      |

### 4º Turno
Si è disputato il 9 settembre
| Vincitore        | Pen. | Risultato | Sconfitto       | Pen. |
| ---------------- | ---- | --------- | --------------- | ---- |
| Aleksandar Tomov | 3    | Schienata | Ištvan Semeredi | 8    |
| Victor Dolipschi | 4    | Schienata | József Csatári  | 8    |
| Anatolij Roščin  | 2    | Esentato  |                 |      |

### Turno finale
Si è disputato il 10 settembre
| Vincitore        | Pen. | Risultato  | Sconfitto        | Pen. |
| ---------------- | ---- | ---------- | ---------------- | ---- |
| Anatolij Roščin  | 1    | Ai punti   | Aleksandar Tomov | 3    |
| Aleksandar Tomov | 5    | = Parità = | Victor Dolipschi | 2    |
| Anatolij Roščin  | 1    |            | Victor Dolipschi | 6    |

## Classifica finale
| Pos.    | Atleta            | Nazione          |
| ------- | ----------------- | ---------------- |
| Oro     | Anatolij Roščin   | Unione Sovietica |
| Argento | Aleksandăr Tomov  | Bulgaria         |
| Bronzo  | Victor Dolipschi  | Romania          |
| 4       | Ištvan Semeredi   | Jugoslavia       |
| 4       | József Csatári    | Ungheria         |
| 6       | Wilfried Dietrich | Germania Ovest   |
| 7       | Chris Taylor      | Stati Uniti      |
| 8       | Petr Kment        | Cecoslovacchia   |
| 9       | Raimo Karlsson    | Finlandia        |
| 9       | Tomomi Tsuruta    | Giappone         |
| 9       | Miguel Zambrano   | Perù             |
| 9       | Edward Wojda      | Polonia          |